# Brekeke PBX
Brekeke PBX は、アメリカカリフォルニア州のブレケケ・ソフトウェアが開発しているプロプライエタリソフトウェア。

## 概要
SIP 準拠の SIP IP-PBX ソフトウェア。2004年から2006年の間は、OnDO PBX という製品名だったが、2007年のバージョン2のリリースに伴い Brekeke PBX に改名された。IP-PBX は、一般的にビジネスオフィスなどで利用される電話システムで、音声や映像はデータネットワーク上で処理される。IP-PBX の機能としては、保留転送、ビジー転送、留守番電話などの一般的な機能から、通話録音やコールキューイング、メッセージ通知機能などの特殊な機能まで、多くの機能を備えている。同社の SIPサーバが同梱されているため、SIPサーバを別途用意する必要はない。
Brekeke PBXにはインストール型とホステッド型のバージョンがある。インストール型には、ベーシック版と小規模カスタマーサービス向けのプロ版がある。ホステッド型のマルチテナント版は、IP電話事業者など電話サービス事業者用の製品になっており、複数のテナントをひとつのライセンスで管理ができるようになっている。 

## 特徴
特徴として次の点があげられる。
- SIP に準拠したSIPサーバ (RFC3261 Standard)
- TCP/UDP サポート
- 独自 ネットワークアドレス変換機能
- UPnP サポート
- 冗長化機能

### 公式サイト
- Brekeke Softwareオフィシャルサイト
- Brekeke PBX 製品ページ
- マルチテナント版について